# Baby (Seine-et-Marne)
Baby település Franciaországban, Seine-et-Marne megyében. Lakosainak száma 112 fő (2022. január 1.). Baby Villenauxe-la-Petite, Villuis és Perceneige községekkel határos.

## Népesség
A település népességének változása:
| Lakosok száma | 99   | 97   | 98   | 95   | 95   | 94   | 100  | 106  | 112  |
|               | 2013 | 2015 | 2016 | 2017 | 2018 | 2019 | 2020 | 2021 | 2022 |